# Kuno Dannien
Kuno Dannien (* 1931 in Lübeck) ist ein deutscher Architekt, der überwiegend in Lübeck tätig ist.

## Leben
Nach der Mittleren Reife an der Oberschule zum Dom schloss er zunächst eine Lehre bei der Firma August Rosehr an. Parallel zu dieser Lehre erlangte er in Abendkursen die Hochschulreife, die ihm ein Studium an der Landesbauschule ermöglichte, das er 1954 mit dem Examen abschloss.
Danach arbeitete er drei Jahre im Büro von Hermann Blomeier in Konstanz und weitere vier Jahre in Wiesbaden und Frankfurt am Main bei Rainer Schell. 1961 kehrte Dannien nach Lübeck zurück, wo er zunächst Mitarbeiter im Büro von Karl Horenburg wurde. In dieser Zeit entstanden die Paulus-Kapelle in Dänischburg (1962), das Gemeindehaus des Doms (1964) und die Wichernkirche in Moisling (1965). 1971 machte er sich zusammen mit Uli Fendrich (1932–2022, Sohn von Bruno Fendrich) selbstständig. In Lübeck baute er danach die Berufsbildungsstätte auf dem Priwall im Anschluss an erhalten gebliebene Bauten der ehemaligen Flugzeug-Erprobungsstätte, danach (1977) die Wichern-Werkstätten in Schlutup, das Berufsschulzentrum an der Georg-Kerschensteiner-Straße (1983 und 1991) und 1990 den Mehrzwecksaal der Vorwerker Diakonie (seit 2023 Diakonie Nord Nord Ost).
Sehr zahlreich hat er auch hervorragende Altbauten Lübecks saniert und mit modernen Einbauten versehen.
- 1969: Neubau des Ausbildungszentrums für Hörgeräte-Akustik in Lübeck
- 1970: Umbau der Löwen-Apotheke in Lübeck[1]
- 1970: Turmaufstieg und Café in der Petrikirche in Lübeck
- 1972–1980: Städtebauliches Sanierungsgebiet mit Wohnneubauten An der der Untertrave und Engelwisch in Lübeck
- 1973: Schulzentrum in Reinbek
- 1976–1981: Berufsbildungsstätte am Priwall in Lübeck-Travemünde (unter Denkmalschutz)
- 1977: Wichernwerkstätten in Lübeck-Schlutup (unter Denkmalschutz)
- 1981–1991: Berufsschulzentrum in Lübeck
- 1985: Polizei-Dienstgebäude in Ratzeburg
- 1990–1992: Umbau des Nordflügels des Domklosters am Ratzeburger Dom mit Pastoralkolleg in Ratzeburg
- 1993: Erweiterung der Becher-Schule in Schwerin
- 1996–2004: Umbau und Erweiterung des Innenministeriums Mecklenburg-Vorpommern im historischen Arsenal in Schwerin
- 1996: Westportal und Bergenfahrerkapelle der Marienkirche in Lübeck
- 1997: Westwerk der Petrikirche in Lübeck
- 2005–2007: Innenausbau der Holstentorhalle in Lübeck
- 2007: Pamir-Gedenkstätte in der Jakobikirche in Lübeck